# 내셔널리그의 외국인 선수 목록
내셔널리그 외국인 선수 명단은 한국실업축구연맹 출전 선수로 공식 선수 등록을 완료한 내셔널리그의 외국인 선수들의 명단이다.
- 선수 이름은 정식 이름 / 한글 WK리그 등록명 형식으로 병행 표기한다.
- 기울인 글씨로 표시된 등록명은 일시적으로 사용 혹은 최종 등록명 이전 등록명이다.
- 복수국적자의 경우 한국실업축구연맹에 선수 등록시 선택한 국적으로 표기한다.
- 복수국적자 참고사항에서 국가대표팀(연령별 대표팀 포함) 경력이 있는 선수의 경우 국가대표팀 경력을 쌓은 국가를 기울인 글씨로 기재한다.
- 각 구단에서 영입 후 한국실업축구연맹에 공식 선수 등록 전 방출한 선수는 기재하지 않는다.

## 아시아-AFC

### 일본
- 나가마츠 타츠로 / 타츠 (2018-2019 목포시청 축구단)

## 남아메리카-CONMEBOL

### 브라질
- 비니시우스 / 비니시우스 (2010 울산 현대미포조선 돌고래)

## 같이 보기
- 내셔널리그 (대한민국의 축구)